# Glyphodes difficilalis
Glyphodes difficilalis là một loài bướm đêm trong họ Crambidae.